# Bahnstrecke Weimar–Buchenwald
| Kombinierte Kopf- und Seitenladerampe im Bahnhof Buchenwald |                      |                                |                                |
| Kursbuchstrecke: | 185f (1952)          |                                |                                |
| Streckenlänge: | 14,5 km              |                                |                                |
| Spurweite: | 1435 mm (Normalspur) |                                |                                |
| Maximale Neigung: | 28,6 ‰               |                                |                                |
| Minimaler Radius: | 180 m                |                                |                                |
| |                      |                                |                                |
| \| \| \| von Kranichfeld und von Erfurt \| \| \| \| \| Weimar \| \| \| \| \| nach Halle und nach Gera \| \| \| \| 0,50 \| Weimar-Nord \| 247 m \| \| \| 1,55 \| Dürrebach \| Dürrebach \| \| \| 3,47 0,00 \| Schöndorf \| 297 m \| \| \| \| nach Großrudestedt \| \| \| \| 3,30 \| Wohlsborn \| Wohlsborn \| \| \| 4,60 \| Großobringen \| 322 m \| \| \| 8,83 \| Holzladestelle \| Holzladestelle \| \| \| \| Anschluss Gustloff-Werk II \| \| \| \| 10,80 \| Buchenwald \| 455 m \| \| \| 10,92 \| Streckenende \| Streckenende \| |                      |                                |                                |
| Strecke |                      | von Kranichfeld und von Erfurt | von Kranichfeld und von Erfurt |
| Bahnhof |                      | Weimar                         | Weimar                         |
| Abzweig ehemals geradeaus und nach rechts |                      | nach Halle und nach Gera       | nach Halle und nach Gera       |
| Bahnhof (Strecke außer Betrieb) | 0,50                 | Weimar-Nord                    | 247 m                          |
| Brücke über Wasserlauf (Strecke außer Betrieb) | 1,55                 | Dürrebach                      | Dürrebach                      |
| Bahnhof (Strecke außer Betrieb) | 3,47 0,00            | Schöndorf                      | 297 m                          |
| Abzweig geradeaus und nach rechts (Strecke außer Betrieb) |                      | nach Großrudestedt             | nach Großrudestedt             |
| Haltepunkt / Haltestelle (Strecke außer Betrieb) | 3,30                 | Wohlsborn                      | Wohlsborn                      |
| Bahnhof (Strecke außer Betrieb) | 4,60                 | Großobringen                   | 322 m                          |
| Dienststation / Betriebs- oder Güterbahnhof (Strecke außer Betrieb) | 8,83                 | Holzladestelle                 | Holzladestelle                 |
| Abzweig geradeaus und nach links (Strecke außer Betrieb) |                      | Anschluss Gustloff-Werk II     | Anschluss Gustloff-Werk II     |
| Dienststation / Betriebs- oder Güterbahnhof (Strecke außer Betrieb) | 10,80                | Buchenwald                     | 455 m                          |
| | 10,92                | Streckenende                   | Streckenende                   |

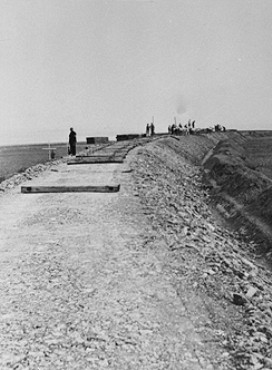
Bauarbeiten an der Bahnstrecke Weimar–Buchenwald durch KZ-Häftlinge.

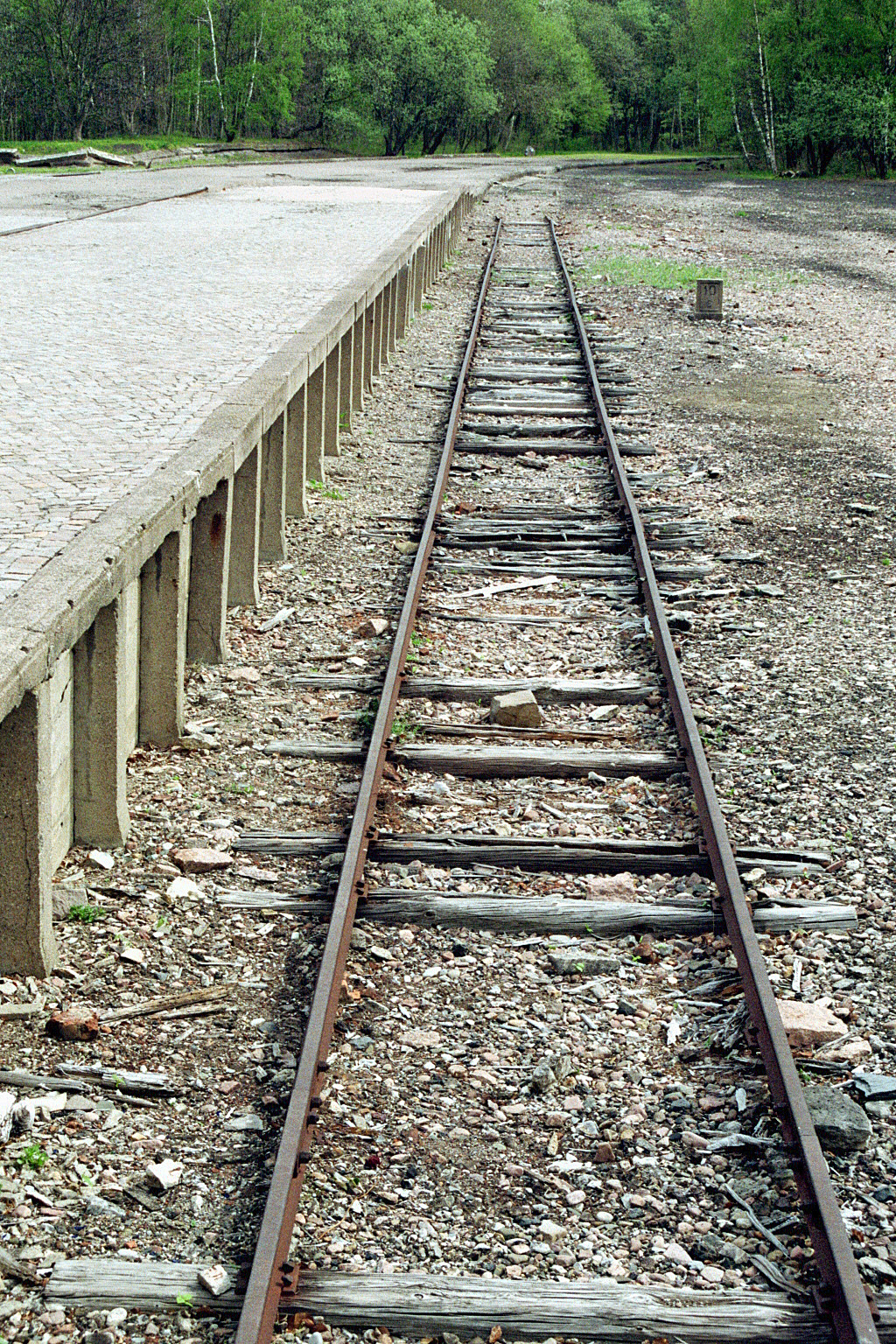
Ein noch erhaltenes Gleisstück am Bahnhof Buchenwald.

Die Bahnstrecke Weimar–Buchenwald (auch als Buchenwaldbahn bezeichnet) war eine eingleisige, nicht elektrifizierte Bahnstrecke in Thüringen. Die etwa 14,5 km lange Strecke nutzte von Weimar bis Schöndorf mithilfe eines Dreischienengleises die Schmalspurbahn Weimar–Großrudestedt mit, ab da verlief sie auf eigener Trasse bis zum KZ Buchenwald. Weitgehend fertiggestellt wurde die als nichtöffentliche Anschlussbahn klassifizierte Strecke erst 1944, obwohl die Eröffnung schon 1943 stattfand. Zwischen 1946 und 1953 wurde auf einem Teil der Strecke öffentlicher Personenverkehr durchgeführt.

## Geschichte

### Vorgeschichte
Die Schmalspurbahn Weimar–Großrudestedt erschloss im Norden der Stadt Weimar einige Industriebetriebe. Da kein Rollwagenverkehr durchgeführt wurde, mussten alle Güter in Weimar umgeladen werden. Daher versuchte die Thüringische Eisenbahn-AG (THEAG), die die Schmalspurbahn betrieb, dieses personal- und kostenintensive Verfahren abzulösen, da so auf dem nur kurzen Beförderungsweg kaum Gewinn zu erwirtschaften war. Ab Herbst 1937 wurde daher der Abschnitt Weimar–Weimar Nord dreischienig ausgebaut. 1938 wurde der Betrieb eröffnet, mit einer eigens angeschafften Kö wurden fortan die Normalspurgüterwagen befördert. Eine Verlängerung des Dreischienenabschnittes bis zum Streckenkilometer 1,4 war geplant, wurde aber nach dem Ausbruch des Zweiten Weltkrieges nicht mehr gebaut.
Das ab 1937 errichtete Konzentrationslager Buchenwald (zuerst als Konzentrationslager Ettersberg bezeichnet) wurde zunächst ausschließlich über die Straße bedient. 1942 plante man erstmals eine Anschlussbahn, da mittlerweile immer weniger Treibstoff für die Kraftfahrzeuge zur Verfügung stand. Die Trasse sollte direkt von Weimar aus nach Nordwesten zum Lager führen, allerdings erwies sich die projektierte Streckenführung als zu steil. So wollte man ab Ende 1942 dann das vorhandene Dreischienengleis bis Schöndorf weiterführen, um von dort westwärts über den Ettersberg das Lager zu erreichen. Die nun gewählte Trassenführung war zwar dreimal so lang, allerdings wesentlich leichter zu bauen.

### Bis zum Ende des Zweiten Weltkriegs
Vom Reichsführer SS erging im Februar 1943 die Anweisung, noch im März mit den Bauarbeiten zu beginnen. Die Fertigstellung wurde für den Juni 1943 beschlossen. Daraufhin wurde im Herbst 1943 mit der Centralverwaltung für Secundairbahnen Herrmann Bachstein ein entsprechender Anschlussbahnvertrag unterzeichnet. Den ersten Dreischienenabschnitt sollte die Gesellschaft selber bezahlen, für die restlichen Kilometer bis Schöndorf einen Baukostenzuschuss erhalten.
Im Frühjahr 1943 begannen die eigentlichen Bauarbeiten durch die Waffen-SS. Dazu wurden zahlreiche Häftlinge des Konzentrationslagers eingesetzt, die weitgehend in Handarbeit das Planum der Anschlussbahn fertigstellen mussten. Lediglich kurz vor dem Bahnhof Buchenwald wurde in einem Einschnitt ein Bagger eingesetzt. Allerdings begannen die Bauarbeiten ohne rechtliche Grundlage, erst im Herbst 1943 wurden die entsprechenden Baupläne genehmigt.
Schon während des Baus zeigten sich die Auswirkungen des Zweiten Weltkriegs, trotz der Deklarierung als „kriegswichtiges Vorhaben“ konnte das benötigte Baumaterial nicht in ausreichendem Umfang beschafft werden. Es mangelte an Bettungskies und geeigneten Schienen. So wurde anstatt der S-41-Schienen zum Großteil andernorts ausgebautes Altmaterial verbaut, auch die Qualität der Schwellen war unzureichend.
Am 21. Juni 1943 wurde die Strecke mit wenigen geladenen Gästen unter Ausschluss der Bevölkerung feierlich eröffnet, der Großteil der Anschlussbahn war erst provisorisch fertiggestellt. Auch der angedachte Umbau der Übergabegleise zur Reichsbahn in Weimar kam nicht zustande, erst 1944/1945 wurden einige Gleise in Weimar-Nord gebaut. Die Anschlussbahn selbst wurde erst im Sommer 1944 weitgehend fertiggestellt und polizeilich abgenommen, jedoch noch immer mit zahlreichen Mängeln. So wurden bis zum Kriegsende ständig Häftlinge eingesetzt, um den äußerst mangelhaften Oberbau halbwegs befahrbar zu halten.
Im Juni 1944 wurde der Werkspersonenverkehr aufgenommen, ebenfalls wurde Stückgut transportiert. Bei dem Luftangriff auf das Gustloff-Rüstungswerk am 24. August 1944 wurde auch der Bahnhof schwer getroffen. 29 Wagen und das schon fertiggestellte Dienstgebäude wurden komplett zerstört. Im Februar 1945 wurde noch mit dem Bau des Lokomotivschuppens in Buchenwald begonnen, bis zum Kriegsende konnte aber nur der Rohbau abgeschlossen werden.

### Entwicklung seit 1945
Nur kurz nach der Befreiung des Lagers war der Verkehr unterbrochen, auf Anweisung der Amerikaner wurde er noch Ende April 1945 wieder aufgenommen. Zwischenzeitlich durch angestellte Rottenarbeiter erledigt, wurde die Streckenunterhaltung nach Einrichtung des Speziallagers Nr. 2 erneut von Häftlingen durchgeführt. Trotzdem verschlechterte sich der bauliche Zustand immer mehr. Daher erlaubte die RBD Erfurt am 26. November 1945 die Stilllegung, auf sowjetische Anweisung musste der Betrieb indes fortgeführt werden.
1946 wurde das Kreuzungsgleis in Großobringen für den Güterverkehr zugelassen, ab 4. Mai 1947 ebenfalls Personenverkehr bis Großobringen aufgenommen. 1947 war geplant, die komplette Strecke als Reparationsleistung zu demontieren, abgebaut wurden schlussendlich nur zahlreiche Bahnhofsnebengleise. Ende 1951 verkehrten zwei Zugpaare von Montag bis Samstag, eins von Montag bis Freitag und eins nur mittwochs und samstags zwischen Weimar Nord und Großobringen.
Wegen des schlechten Streckenzustandes wurde der Personenverkehr am 3. Oktober 1953 durch die Deutsche Reichsbahn, die 1949 die Strecke übernommen hatte, wieder eingestellt. Danach wurde nur noch Güterverkehr durchgeführt. 1954/55 wurde der Abschnitt Großobringen–Buchenwald abgebaut. Mindestens bis in die 1960er Jahre wurde der Bahnhof Großobringen noch im Güterverkehr angefahren, danach wurden schrittweise die Gleise bis Schöndorf und bis vor Weimar abgebaut. Zuletzt wurden nur noch die Anschließer in Weimar bedient, letztmals in den 1990er Jahren. Heute ist ein Großteil der Gleise bereits abgebaut.

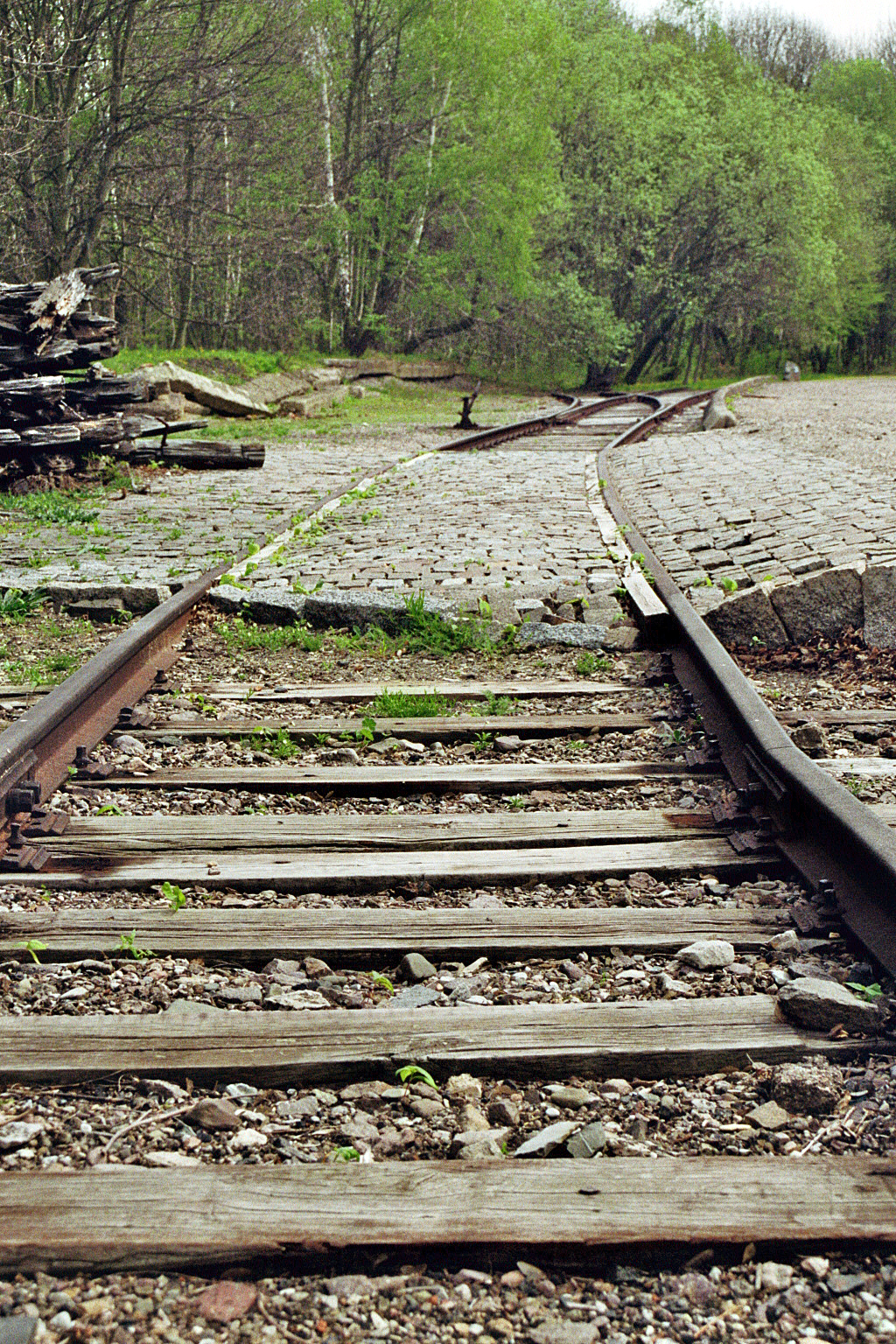
Das teilweise rekonstruierte und restaurierte Gleisstück am Bahnhof.
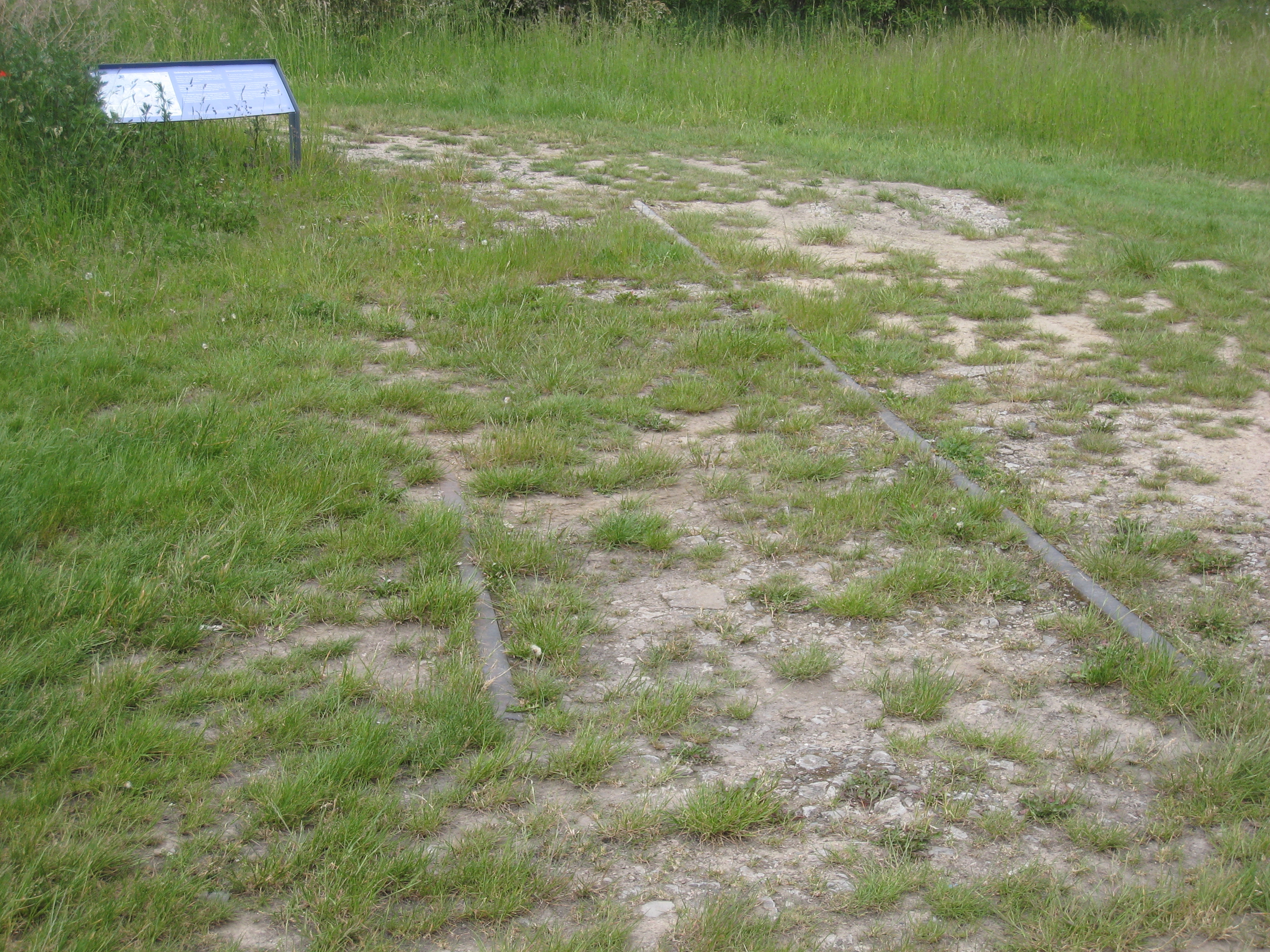
Gleisreste an der Buttelstedter Straße 27A in Weimar

## Lokomotiveinsatz
Die THEAG bestellte für die Anschlussbahn bei Henschel & Sohn vier ELNA-3-Lokomotiven, aufgrund des Zweiten Weltkriegs konnten die Fahrzeuge aber nicht gebaut werden. Neben eigenen Maschinen wurden daher vorerst auch von der Deutschen Reichsbahn angemietete Fahrzeuge eingesetzt, so auch Maschinen der Baureihen 74.4–13, 93.5–12 und 94.5–17. Da die THEAG die Beschaffung von Fahrzeugen der Baureihen 42 und 52 ablehnte, wurden 1944 drei Dampflokomotiven mit den Nummern 92 435–437 gekauft.
Nach 1945 wurden von der DR auch andere Maschinen eingesetzt, so beispielsweise auch die Baureihe 55. Die Bedienung der letzten Anschließer übernahmen Maschinen der Baureihe 92 und Köf. Ab den 1960er Jahren wurden die Züge dann mit der V 60 bespannt.

## Gedenkweg Buchenwaldbahn

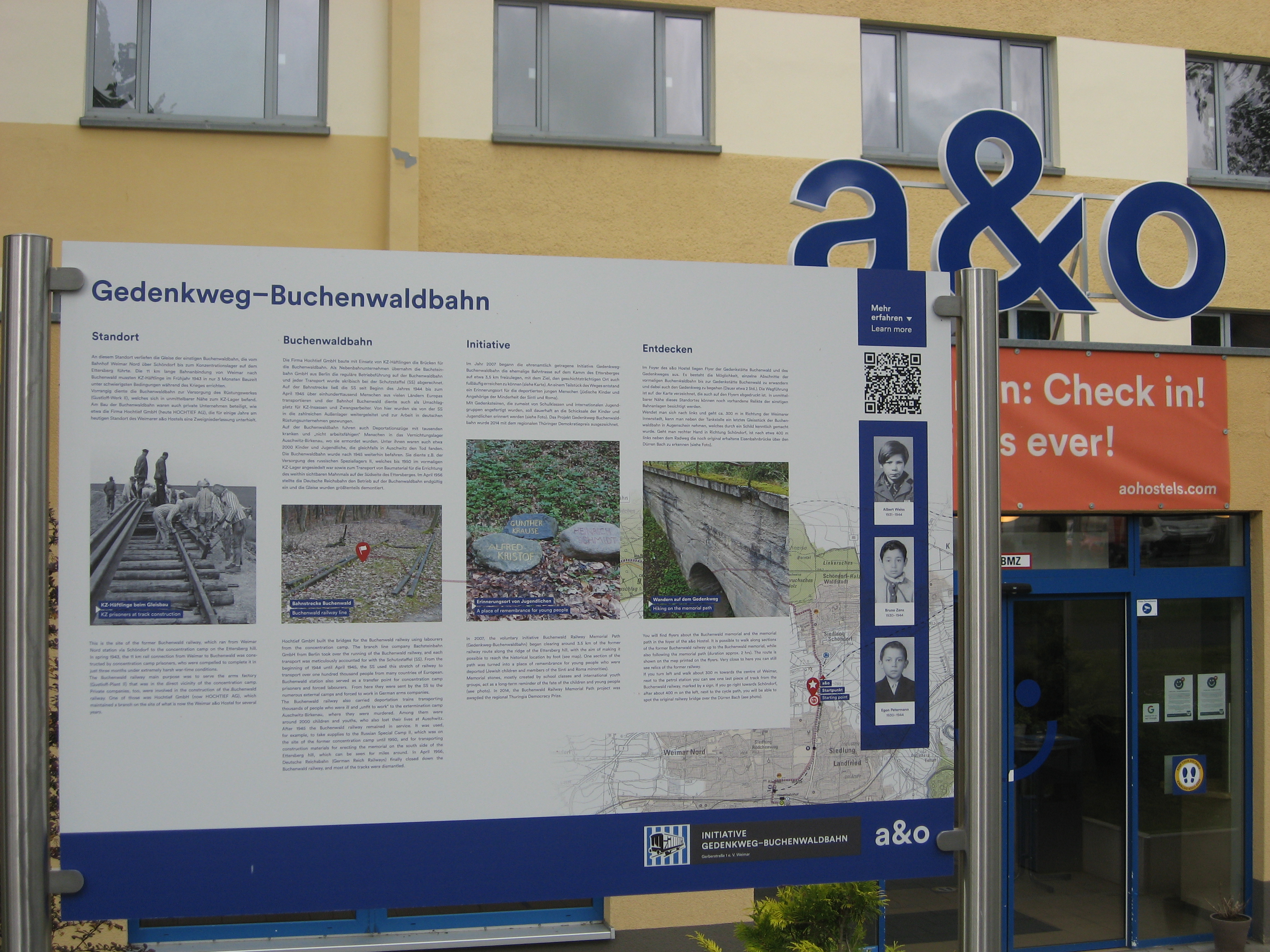
Tafel zum Gedenkweg Buchenwaldbahn an der Buttelstedter Str. 27c in Weimar (2021)

Im Jahr 2007 wurde der Gedenkweg Buchenwaldbahn durch die Stadt Weimar auf der ehemaligen Trasse der Buchenwaldbahn angelegt.
Ein Teil der alten Bahnstrecke der Buchenwaldbahn wurde durch die Initiative Gedenkweg Buchenwaldbahn wieder sichtbar gemacht. Der Gedenkweg beginnt kurz nach der „Blutstraße“ und endet an der Verladerampe des Konzentrationslagers, neben den ehemaligen Gustloff-Werken. Er hat eine Länge von 3,3 Kilometern.
An der Strecke finden sich Gedenksteine für Kinder – Juden, Sinti und Roma –, die zu jung oder zu schwach für die Zwangsarbeit im Konzentrationslager waren und ab dem Jahr 1944 von der SS mit Todeszügen nach Auschwitz geschickt wurden. Fast alle Kinder wurden in den Gaskammern ermordet. Diesen Kindern ist der Gedenkweg Buchenwaldbahn und die daraus entstandenen namentlichen Gedenksteine für die deportierten Kinder gewidmet. Ziel ist es, für jedes deportierte Kind und jeden deportierten Jugendlichen einen Gedenkstein niederzulegen.